# Gyula Horn
Gyula Horn (en hongarès: Horn Gyula) (Budapest, Hongria 1932-2013) fou un polític hongarès i Primer ministre d'Hongria entre els anys 1994 i 1998.

## Biografia
Va néixer el 5 de juliol de 1932 a la ciutat de Budapest. Després d'estudiar en una escola tècnica de la seva ciutat natal va estudiar economia a la Universitat de Rostov, on es va graduar el 1954.

## Activitat política
L'any 1954 ingressà al Ministeri de Finances del seu país, treball que abandonà el 1959 per traslladar-se al Ministeri del Treball. El govern comunista del país el nomenà diplomàtic a les ambaixades de Bulgària i Iugoslàvia.
El 1954 va ingressar al Partit dels Treballadors d'Hongria (MDP), nom pel qual es coneixia el partit comunista a Hongria. El 1956, però, s'afilià al Partit Socialista dels Treballadors d'Hongria (MSZMP), nom amb el qual es conegué el partit comunista a partir de la revolució hongaresa de 1956. El 1969 ascendí al Comité Central del seu partit com a responsable d'Afers Estrangers.
L'any 1985 fou nomenat Secretari d'Estat d'Afers Estrangers, l'equivalent hongarès al Ministeri d'Afers Estrangers, mantenint aquest càrrec durant els mandats comunistes de György Lázár, Károly Grósz i Miklós Németh. L'any 1989, encara en el govern, fundà el Partit Socialista d'Hongria (MSZP), successor del MSZMP, del qual en fou el seu líder des de l'any 1990. Durant el desenvolupament del seu càrrec tingué un paper molt important en l'obertura del Teló d'acer per als alemanys provinents de la República Democràtica Alemanya (RDA) i que tingué un paper decisiu per a la unificació alemanya, i per la qual cosa fou guardonat amb el Premi Internacional Carlemany.
Escollit diputat al Parlament l'any 1990, el 15 de juliol de 1994 fou escollit primer ministre d'Hongria. Encara que va abandonar la direcció del seu partit l'any 1998 després de perdre les eleccions davant l'aspirant conservador Viktor Orbán, ha estat un dels dirigents més influents dins els corrents socialistes d'Hongria.